# Кивони (Висконсин)
Кивони (енгл. Kewaunee) град је у америчкој савезној држави Висконсин.

## Демографија
По попису из 2010. године број становника је 2.952, што је 146 (5,2%) становника више него 2000. године.
| Група             | 2000.         | 2010.         |
| Белци             | 2.747 (97,9%) | 2.833 (96,0%) |
| Афроамериканци    | 10 (0,4%)     | 9 (0,3%)      |
| Азијати           | 6 (0,2%)      | 13 (0,4%)     |
| Хиспаноамериканци | 16 (0,6%)     | 53 (1,8%)     |
| Укупно            | 2.806         | 2.952         |